# Ivo Papazov
Ivo Papazov (Ibrahim Abbas - Ibriyama, né le 16 février 1952 à Kardzhali) est un clarinettiste romani bulgare d'origine turque interprétant de la musique folklorique avec des influences jazz. Il dirige le groupe "Wedding Band Ivo Papazov". En 2005 il remporte le BBC Radio3 World Music Award.

## Discographie
- Orpheus Ascending (1989)
- Balkanology (1991)
- Панаир / Fairground (2003)
- Каварненски буенек (2006)